# José Neif Jabur
José Neif Jabur (Passos, 26 de abril de 1926 - 15 de dezembro de 2003) foi um advogado e político brasileiro do estado de Minas Gerais.
José Neif Jabur foi vereador Presidente da Câmara Municipal de Passos. Foi deputado estadual em Minas Gerais por quatro legislaturas consecutivas, da 8ª à 11ª legislatura (1975 - 1991) e deputado federal na Legislatura de 1991 a 1995 e 1997 a 1999